# Référendum albanais de 1997 sur le rétablissement de la monarchie
Un référendum sur le rétablissement de la monarchie a été organisé en Albanie le 29 juin 1997, en même temps que les élections législatives.
Cette proposition est rejetée par 66,74 % des voix, entérinant le maintien du régime républicain. Le prince héritier Leka déclara quant à lui avoir réuni 65,7 % des voix en sa faveur, et ne reconnu jamais les résultats.

## Résultats
| Choix                     | Votes     | %     |
| ------------------------- | --------- | ----- |
| République                | 904 359   | 66,74 |
| Monarchie                 | 450 478   | 33,26 |
|                           |           |       |
| Votes valides             | 1 354 837 | 95,20 |
| Votes blancs et invalides | 68 372    | 4,80  |
| Total                     | 1 423 209 | 100   |
| Abstention                | 563 341   | 28,36 |
| Inscrits/Participation    | 1 986 550 | 71,64 |

Répartition des voix :
| Maintien de la République (66,75 %) |  |  | Rétablissement de la Monarchie (33,25 %) |
| ▲                                   |  |  |                                          |
| Majorité absolue                    |  |  |                                          |

## Suites et conséquences
La famille royale n’a jamais accepté le résultat officiel du référendum. Après la publication de ce dernier par la commission électorale centrale albanaise, lors de la rébellion de 1997, le prince Leka est acclamé par 2 000 de ses partisans. Un recomptage permet d’affirmer que la restauration a été rejetée par environ deux tiers des votants. Le « roi » remet lui en doute l'indépendance de l'élection. La police est intervenue, des coups de feu ont éclaté, une personne a été tuée, et Leka a quitté le pays,,,,.
Le 30 novembre 2011, après la mort de Leka, le Premier ministre albanais, Sali Berisha (alors président de la République en 1997), a déclaré que le référendum avait été manipulé et que le principe d’une restauration monarchique avait en réalité gagné. Il reconnaît par la suite que le contexte de ce référendum (période post-communiste assez instable) pouvait expliquer cette tricherie mais ne fermait pas la question de la restauration monarchique à l’avenir.

## Sources
- (en) Cet article est partiellement ou en totalité issu de l’article de Wikipédia en anglais intitulé « Albanian monarchy referendum, 1997 » (voir la liste des auteurs).